# Greenidea bucktonis
Greenidea bucktonis är en insektsart. Greenidea bucktonis ingår i släktet Greenidea och familjen långrörsbladlöss. Inga underarter finns listade i Catalogue of Life.